# Traostalos

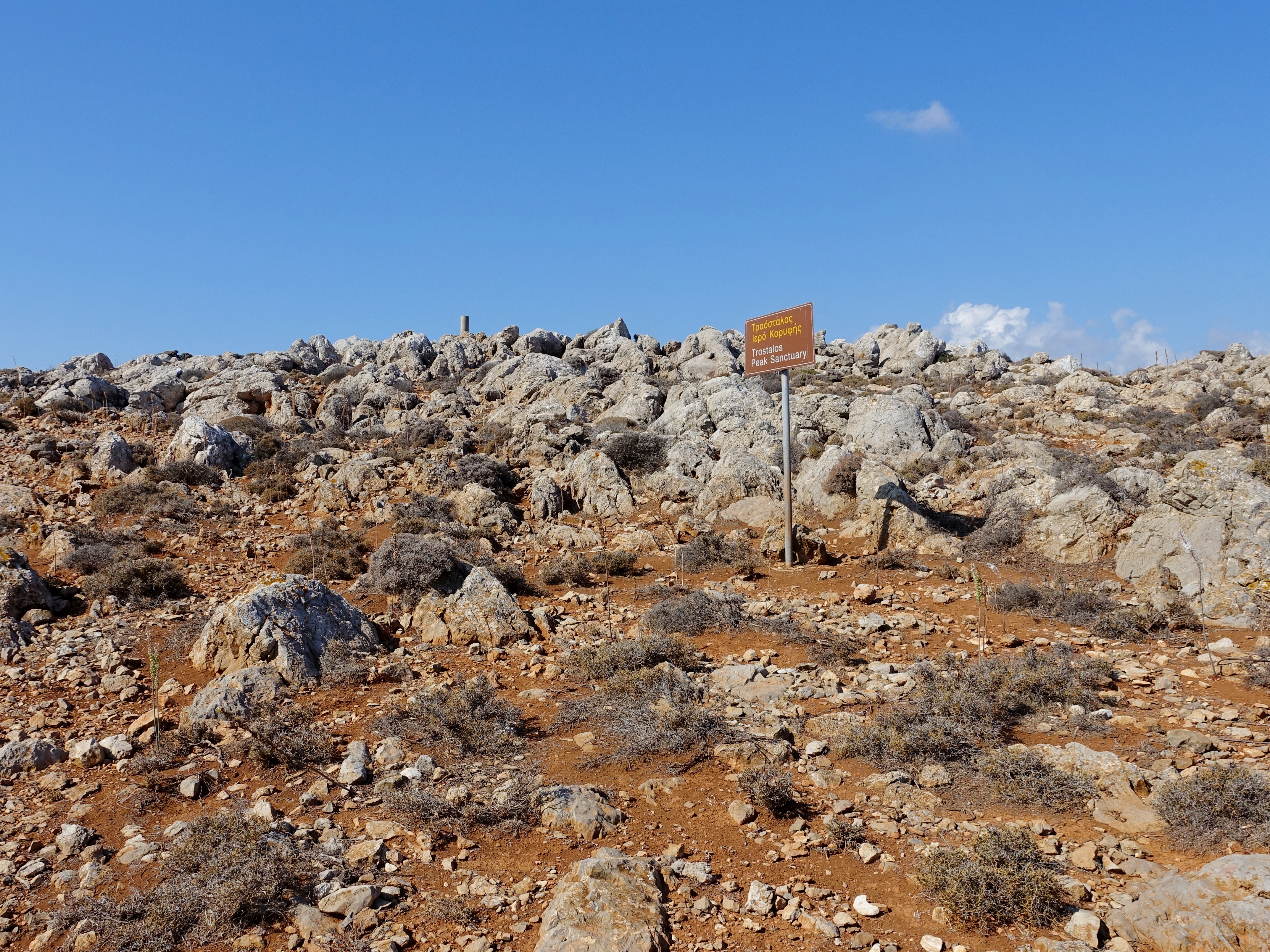
Standort des Gipfelheiligtums

Traostalos (griechisch Τραόσταλος) bezeichnet ein ehemaliges minoisches Gipfelheiligtum in der Gemeinde Sitia im Osten der griechischen Insel Kreta. Es wurde von Emmanuel Phygetakis entdeckt und nach einer Testgrabung 1962 durch Paul Faure in den Jahren 1963/1964 sowie 1978 von Costis Davaras ausgegraben. Eine Nachgrabung erfolgte 1995 unter Stella Chryssoulaki, nachdem es zwischenzeitlich zu illegalen Grabungen gekommen war. Die Nutzung des Heiligtums wird in die mittelminoische Zeit der Phasen MM I bis MM III datiert, möglicherweise darüber hinaus bis in die spätminoische Phase SM I (etwa 1800–1500 v. Chr.).

## Lage und Beschreibung

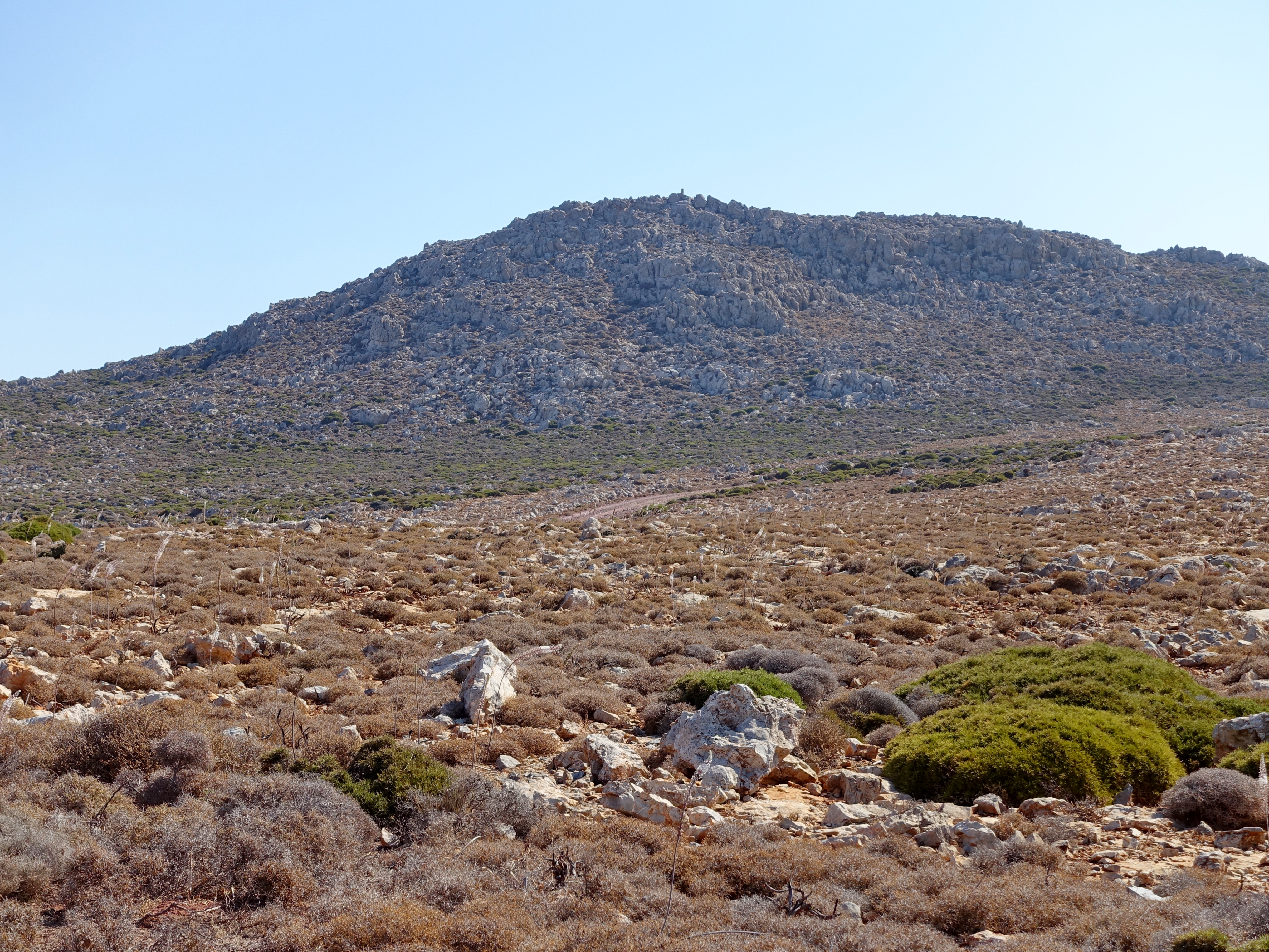
Weg zum Gipfel

Das Gipfelheiligtum befand sich auf einem 20 × 12 Meter großen rechteckigen Plateau in 495 Metern Höhe direkt unterhalb des mit 515,4 Meter höchsten Punktes des gleichnamigen Berges. Die Ostküste Kretas am Levantischen Meer ist vom Gipfel des Traostalos 1,2 Kilometer entfernt. Die Ausgrabungsstätte des minoischen Palastes von Zakros liegt 3,2 Kilometer südlich, die von Roussolakkos 7,7 Kilometer im Norden. In der Nähe der letzteren befand sich das Gipfelheiligtum von Petsophas, mit 6,8 Kilometern etwas näher an Traostalos. Von der heutigen Ortschaft Azokeramos (Αζοκέραμος) ist das 1,5 Kilometer südöstlich gelegene Gipfelheiligtum Traostalos auf einem unbefestigten Fahrweg zu erreichen.

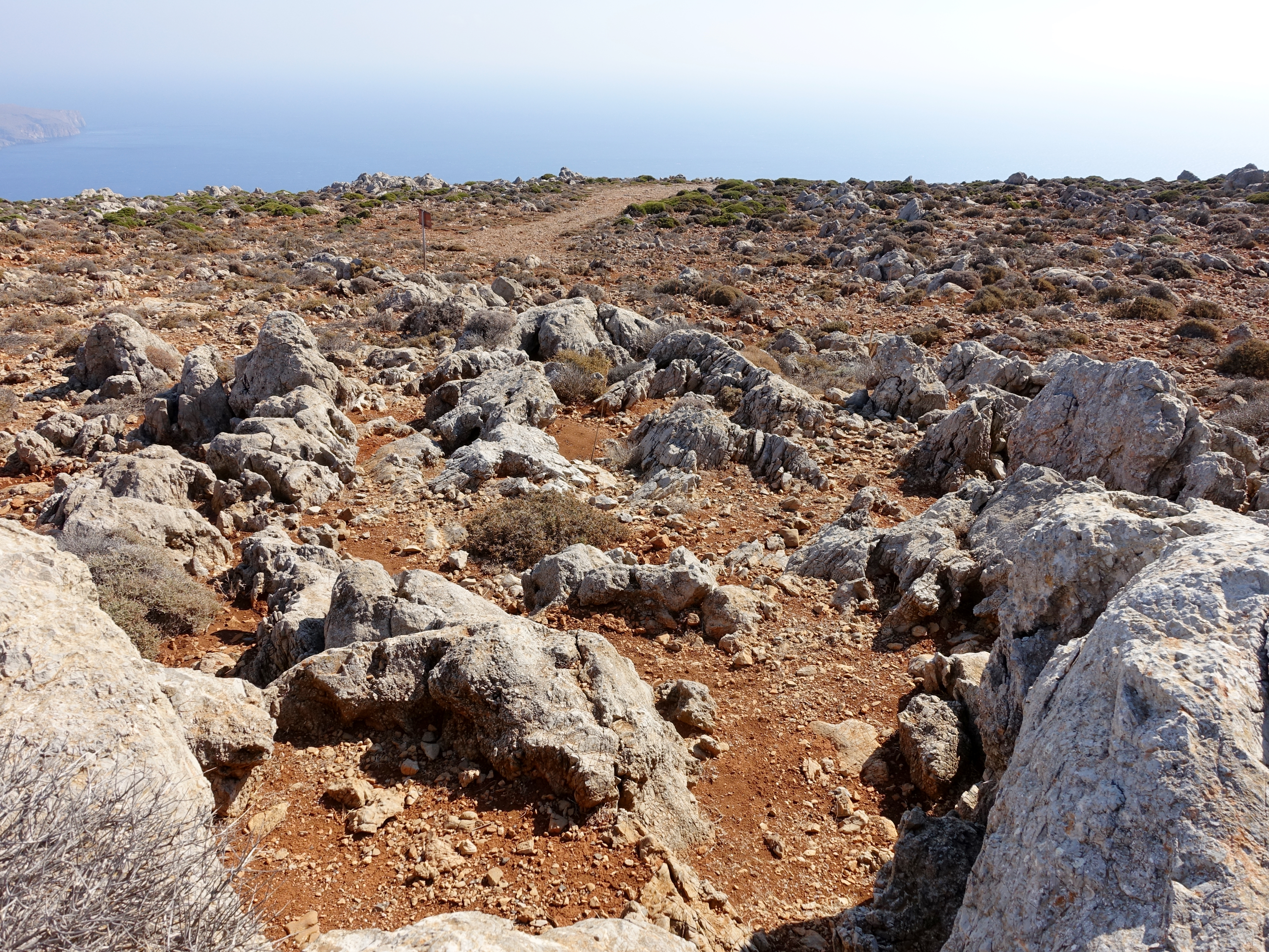
Plateau unterhalb des Gipfels

Während an der Westseite des Gipfels das Gelände abbricht, ist das terrassenartige rechteckige Plateau über den sanften Ostabhang gut erreichbar. Eine vom zweiräumigen Heiligtum an der Nordecke nach Norden führende Z-förmige Temenosmauer schützte das Gelände von dieser Seite. Die architektonischen Strukturen sind dabei sehr schlecht erhalten. Das Plateau und der Ostabhang dienten der Vergöttlichung der Votivgaben, wohingegen die West- und Südecke des Plateaus Asche von großen Feuern, vermischt mit Erde und in öliger Konsistenz, aufwiesen. Eine Fundkonzentration von 3–5 mm dicken Steinscheiben mit einem Durchmesser von 12–15 cm interpretierte Stella Chryssoulaki als Opfertische.

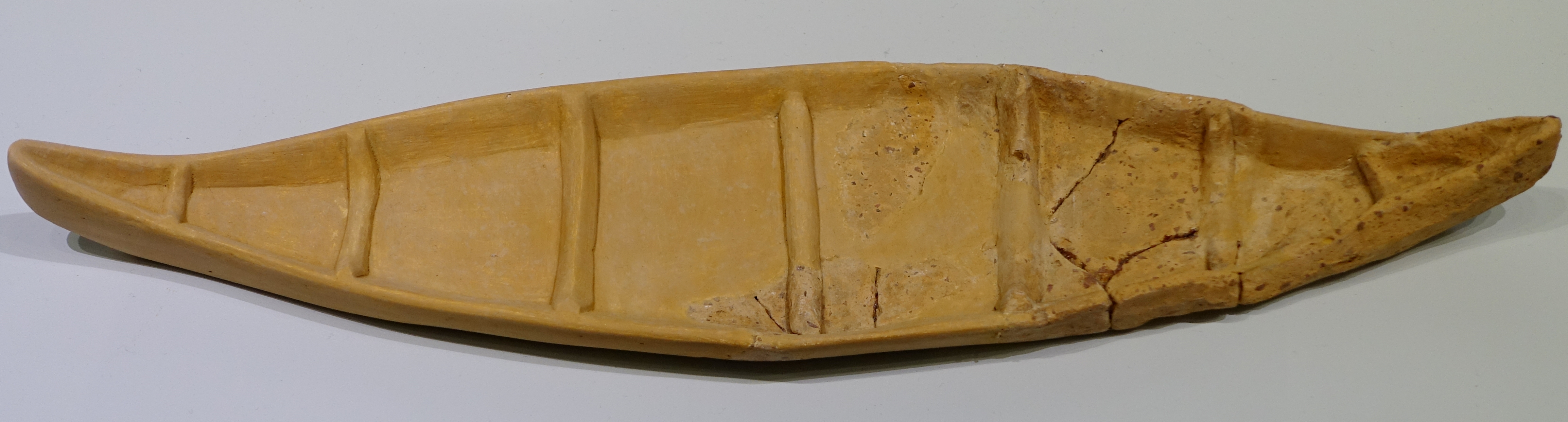
Tonmodell eines Schiffes

Bei den zahlreichen Fundstücken handelte es sich um Votivgaben, wie sie auch in anderen Gipfelheiligtümern ausgegraben wurden. Meist fand man Terrakotta-Statuetten in Form von männlichen und weiblichen, stehenden oder sitzenden Figuren, beispielsweise eine sitzende Frau mit geschwollenem linken Bein, aber auch verschiedene Körperteile, die auf einen Heilkult weisen, sowie Tiernachbildungen. Unter letzteren gab es Rinder, Schafe, Vögel (vielleicht Tauben), Wildziegen und Nashornkäfer. Weiterhin fanden sich ein Schiffsmodell aus Ton, stabförmige Objekte, Miniaturschuhe, Menschenstatuetten und Nadeln aus Bronze, sieben kleine Goldblechbänder, verschiedene Gefäße, darunter Libationsgefäße, wie das in Form eines Fisches, und Inschriften in Linearschrift A. In den Ascheschichten lagen verbrannte Tierknochen und Muscheln.
Insgesamt reicht die Zeitspanne der Einordnung der Funde auf dem Traostalos von der Jungsteinzeit bis in die postminoische Periode. Die Architekturreste werden in die Neupalastzeit datiert. Die Ausgrabungen von 1978 kamen zu Ergebnissen, die eine Überlagerung des Materials aus MM I bis MM III durch eine spätminoische SM I-Schicht nahelegen, aus der das Gebäude mit den zwei Räumen stammen könnte.

Fundstücke der Ausgrabungsstätte
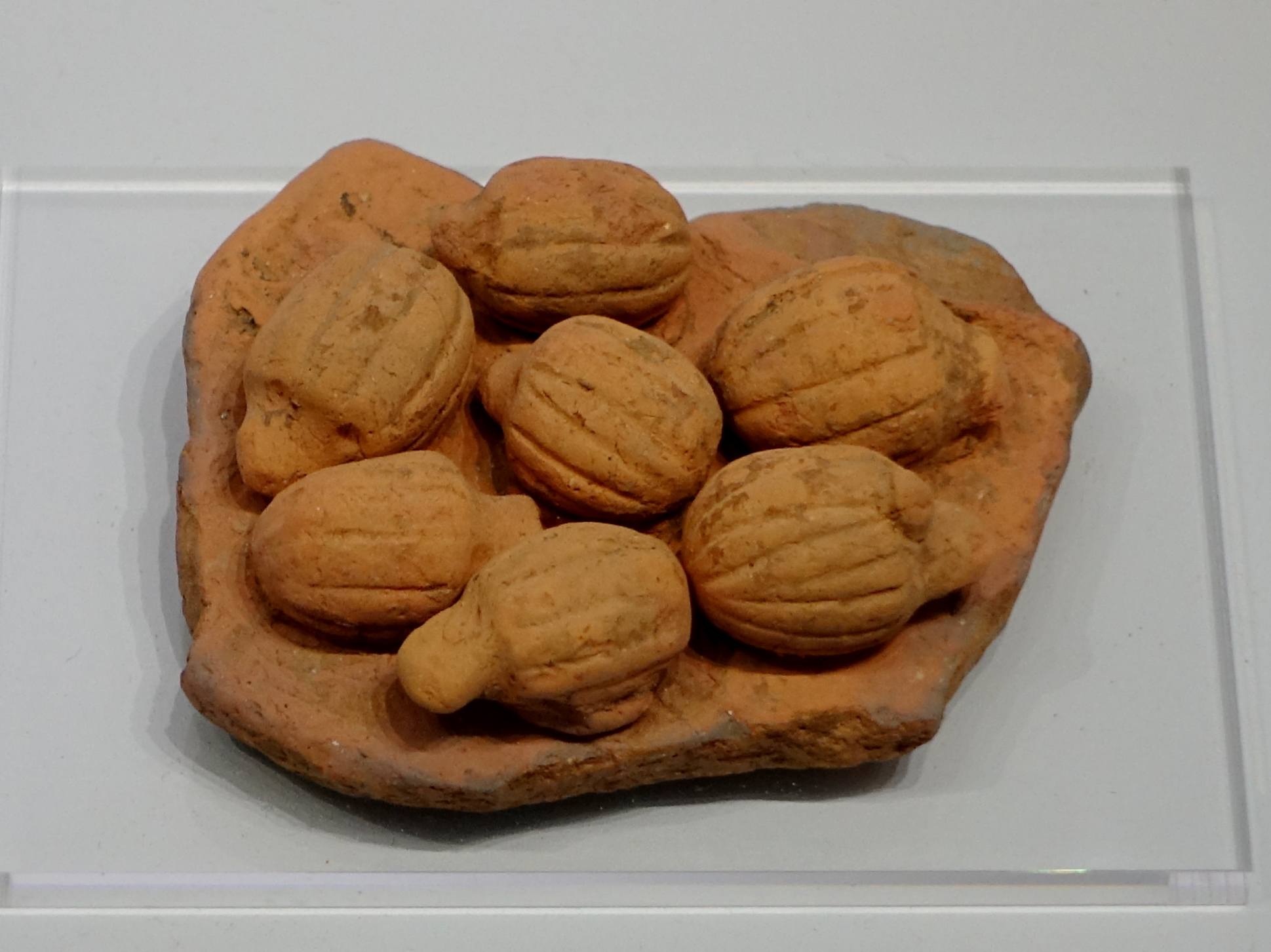
Sieben Käfer
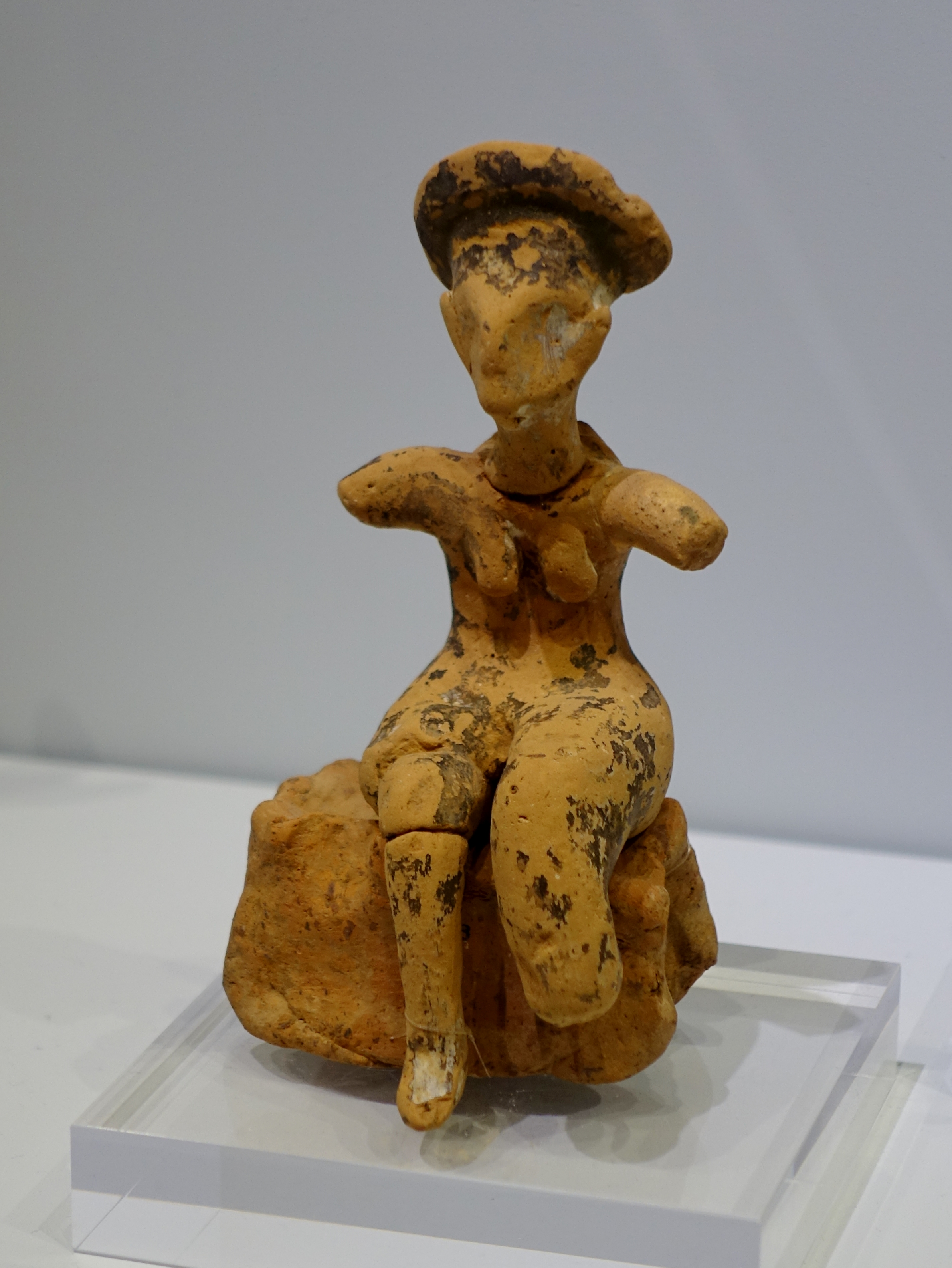
Tonfigurine
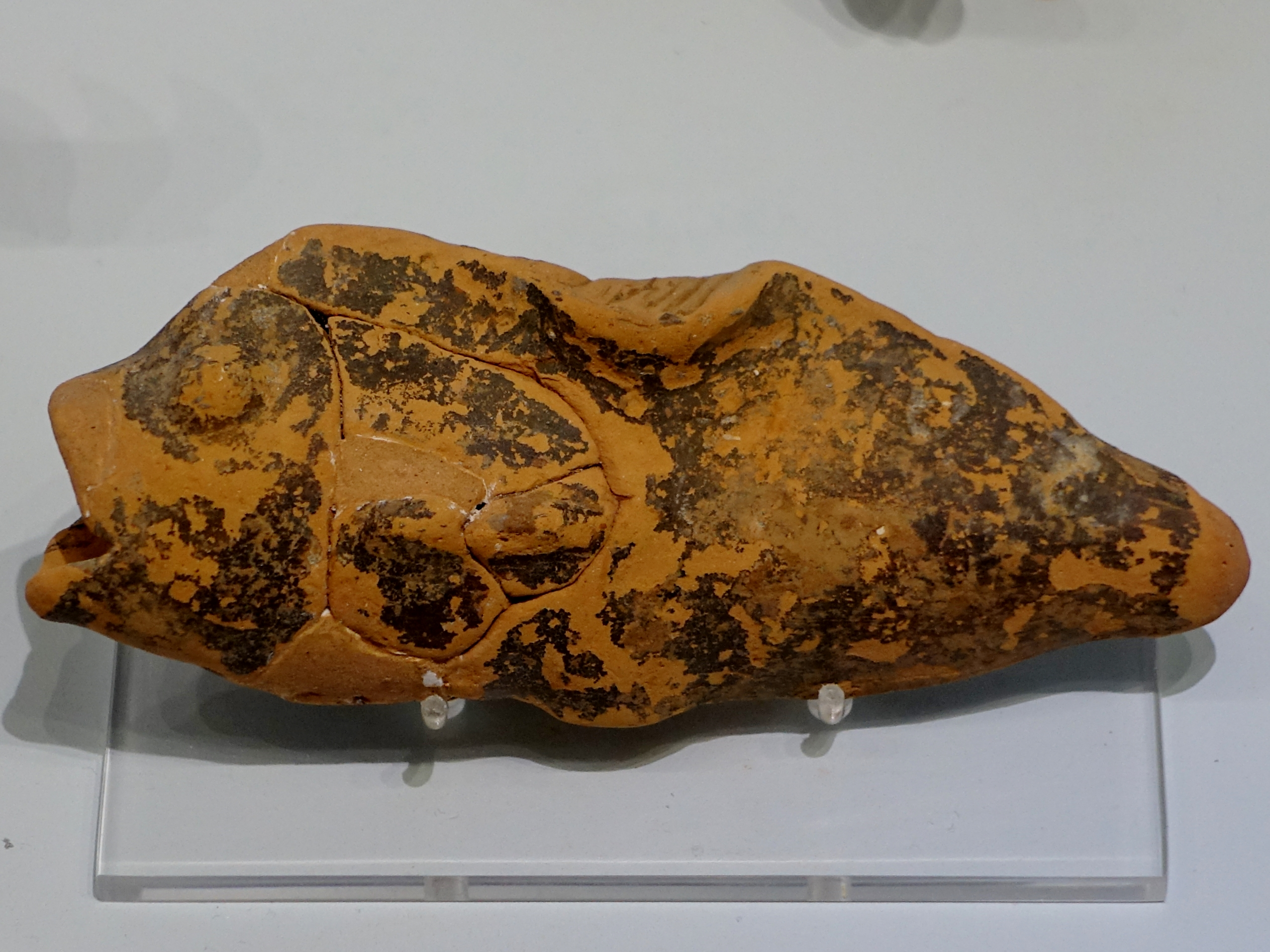
Fisch-Rhyton
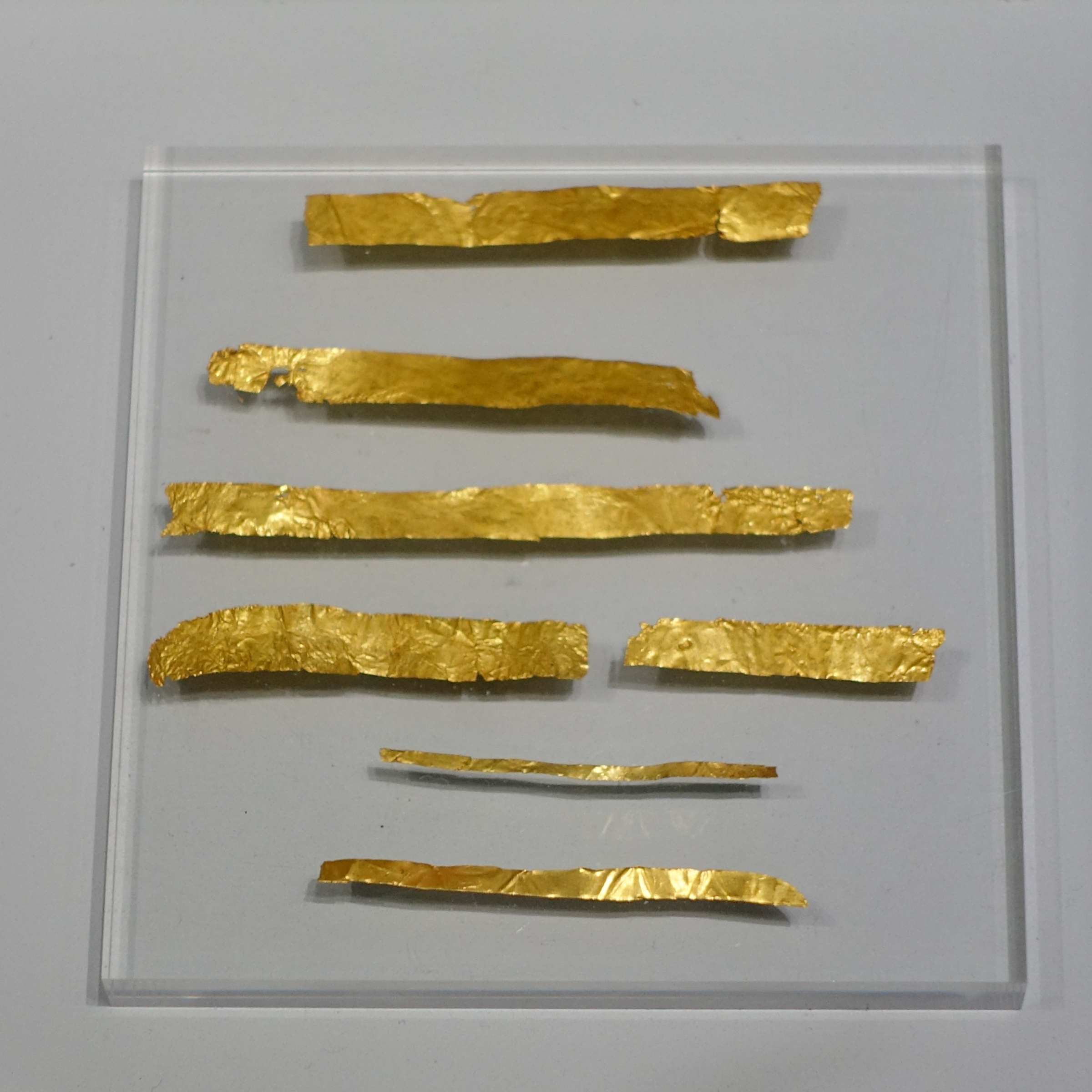
Goldblechbänder
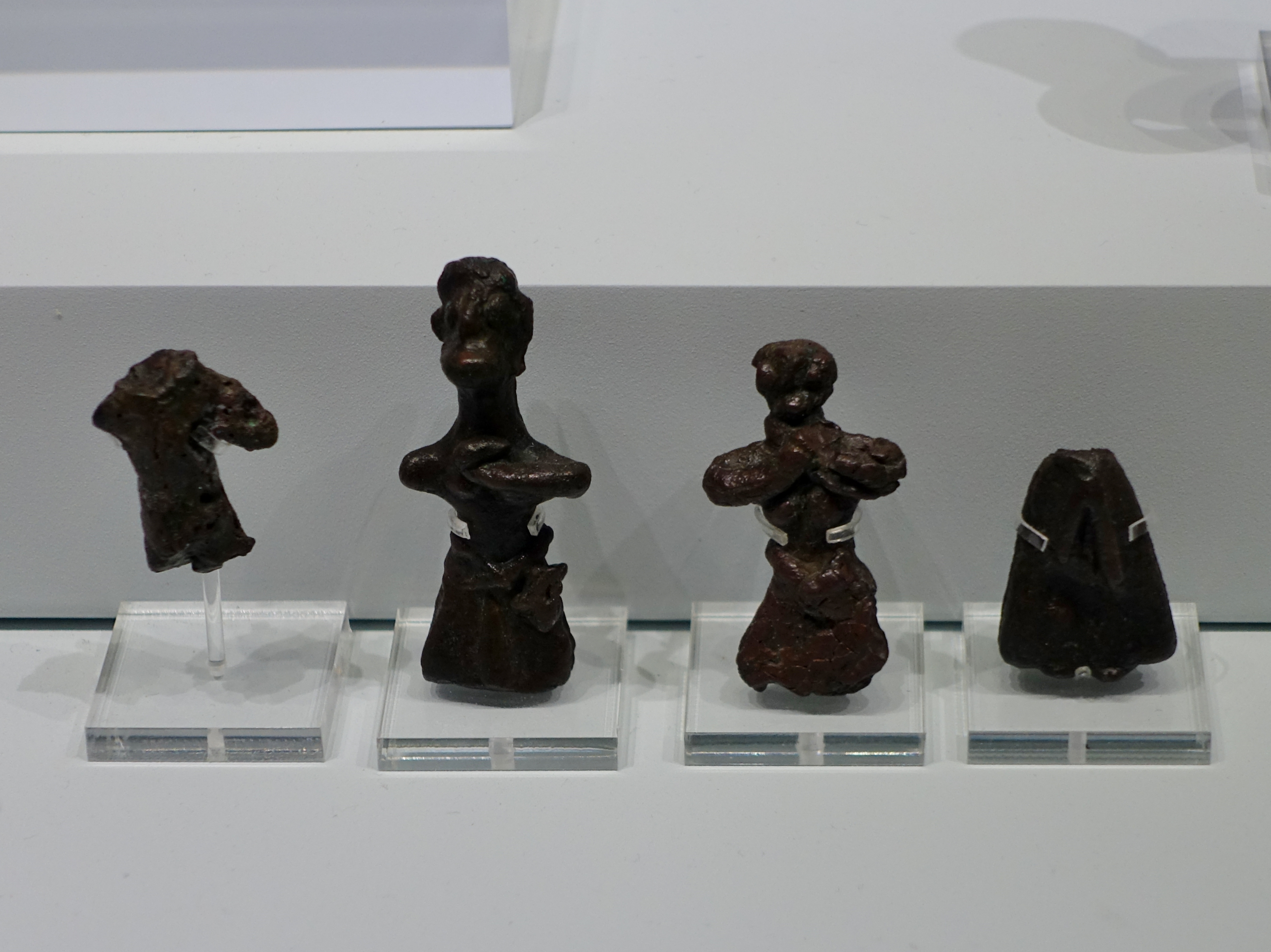
Bronzefigurinen